# .mr
.mr је највиши Интернет домен државних кодова (ccTLD) за Мауританију.